# Secanella
|  | Per a altres significats, vegeu «Secanella (Llobera)». |

Secanella és un mas al terme municipal de Veciana (Anoia) catalogat a l'Inventari del Patrimoni Arquitectònic de Catalunya.

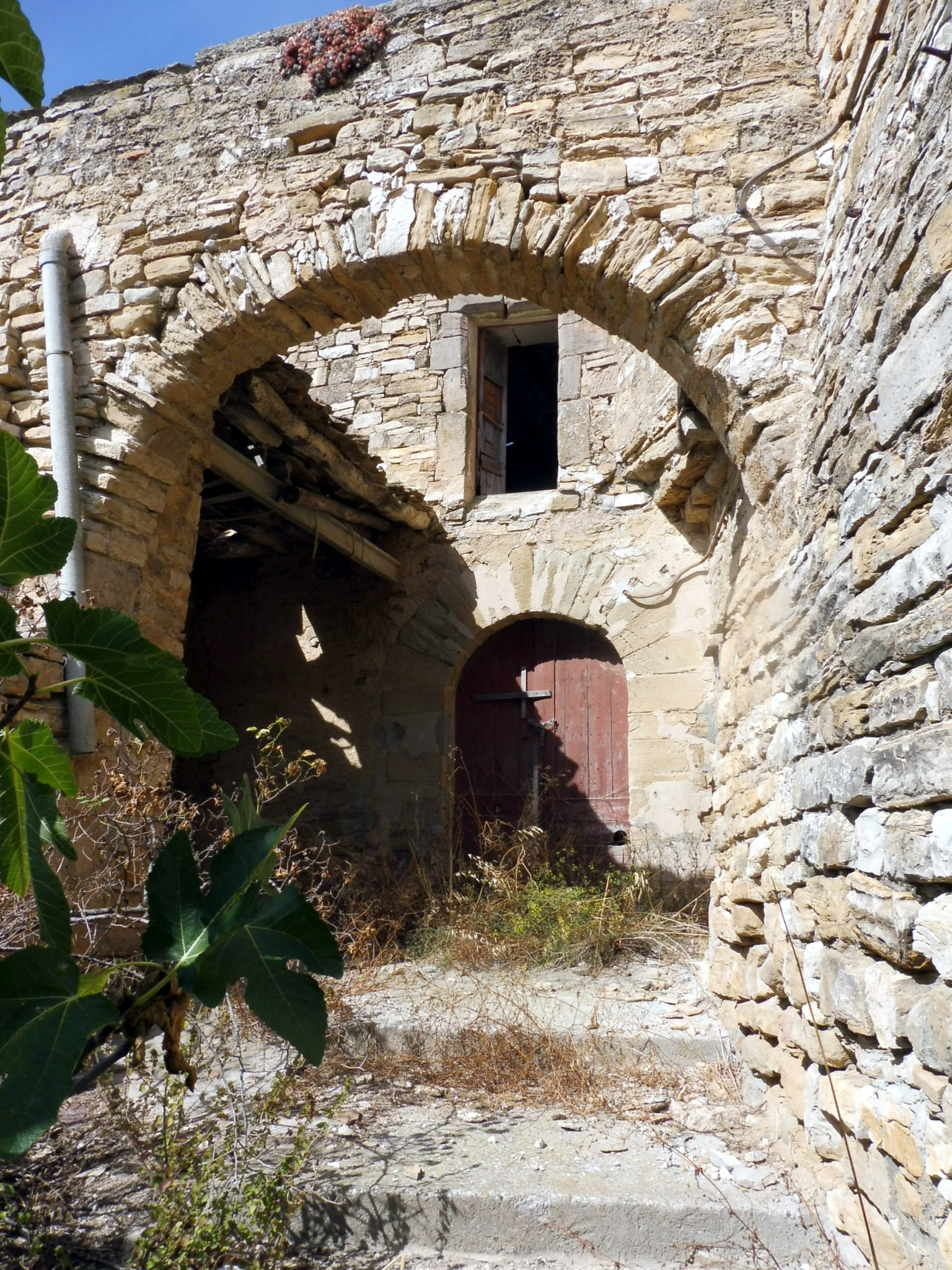
El portal

 Conjunt arquitectònic format per dos grans edificis de planta rectangular i coberta de dos aiguavessos, amb algú afegitó que els desfigura. Sembla que el pati davant de la casa s'ha destinat a magatzem de cotxes vells. L'antiga quadra de Sant Cristòfol de Secanella fou donada al monestir de Sant Llorenç del Munt abans del 1187. El 1201 Bernat de Miralles renuncià a favor del monestir tots els drets que hi tenia. L'antiga església de Sant Cristòfol es troba totalment arruïnada, i amb prou feines s'endevina el setial.